# Jikes
Jikes war ein freier Bytecode-Compiler für die Programmiersprache Java. Er wurde ursprünglich von David L. Shields und Philippe Charles bei IBM entwickelt und ist in der Programmiersprache C++ geschrieben. Jikes wurde unter der (GPL-inkompatiblen) IBM Public License als Open Source freigegeben.

## Einstellung
Das Projekt wird seit 2005 nicht weiter entwickelt. Der Funktionsumfang ist auf Java SE 5 beschränkt.